# 人骏滩
人骏滩（[Alexandra Bank] 错误：{{Langx}}：无效参数：|hn=（帮助）；越南语：／）位于广雅滩东南方，属水下封闭型环礁，滩上珊瑚丛生。是为纪念宣统元年（1909年）粤督张人骏派军舰巡视西沙群岛而命名。現由越南實際控制，但中華人民共和國及中華民國均稱對其擁有主權。

## 历史
- 1935年中国的公布名称为埃勒生达滩。
- 1947年和1983年中国的公布名称为人骏滩。有外文图书称其为Alexandra Bank[1]。
- 1993年，越南佔領人駿灘。[2]

## 地质地形
该滩呈椭圆形，南一北走向，长9.59km，宽3.69km，平均水深27.4m，最淺水深為5.5m，最深达40m，可見灘中珊瑚礁。

## 地理坐标
北纬8度1分，东经110度37分海域内